# ノルウェージャン・ブレイクアウェイ
ノルウェージャン・ブレイクアウェイ（Norwegian Breakaway）は、NCL（ノルウェージャン・クルーズ・ライン）が運航しているクルーズ客船。

## 概要
ノルウェージャン・ブレイクアウェイ級の1番船で、ドイツパーペンブルクのマイヤー・ヴェルフトで建造され、2013年4月25日にロッテルダムでNCLに引き渡され竣工した。船価は6億ユーロ。
その後、サウサンプトン経由でニューヨークに寄港し、5月8日同地で命名式が行われた。
NCLの客船としては2010年に竣工した「ノルウェージャン・エピック」（155,873総トン）よりやや小さいが、ドイツで建造された客船としては史上最大である。
8デッキの両舷プロムナードにレストランやバーのテーブルやカウンター席を設ける等、新しい要素を取り入れたほか、船体にはアメリカのアーティスト、ピーター・マックスによる自由の女神や摩天楼、太陽等のイラストが施されている。
また同型の2番船が2014年竣工予定で建造中である。

## 同型船
- 2番船　「ノルウェージャン・ゲッタウェイ（Norwegian Getaway）」

2014年2月就航。